# 小山田滝音
小山田 滝音（おやまだ たきおん、1984年12月1日 - ）は、神奈川県湯河原町出身、神奈川大学卒業。東京都在住の経営者。起業家。ライター。編集者。インタビュアー。飲食店オーナー。本名。父は放送作家の故小山田満月。兄は俳優でミュージシャンの小山田織音。
株式会社ブラインドファスト代表取締役社長。WEBメディア上京ライフ編集長。同「キタコレ!」元編集長。「赤坂経済新聞」や「Yahoo!ライフマガジン」などでも活動中。Yahoo!ライフマガジンでは主にグルメ記事を担当し、真顔でメガ盛りメニューを食べ続けている。
会員制メルマガ内のラジオ「エレキコミックのエレマガ。」および「週刊かもめんたるワールド」では、収録スタッフとして関わり、稀に話すこともある。
記者活動を通じて、赤坂や虎ノ門の街づくりにも参加している。

## 活動歴
- 2014年。ライター活動を開始。「キタコレ!」や「赤坂経済新聞」で執筆し、自身が露出してレポートなどを行う。
- 2015年。「キタコレ!」編集長に就任（- 2022年まで）。「BOOKSTAND」ではニュース記事を執筆する傍ら、会員制メルマガ内ラジオ（エレキコミック、かもめんたるなど）では収録を担当する。「週プレNEWS」で執筆を始める[1]。
- 2016年。秋吉健太が編集長を務める「Yahoo!ライフマガジン」へ寄稿を開始。グルメ記事のほか体験取材などを露出してレポートする。2月、全国に展開する「港区100人カイギ」にゲストとして登壇する[2]。11月、「GQ JAPAN」で執筆を開始する[3]。
- 2017年。5月、「赤坂経済新聞ライター」として渋谷のラジオ番組「代々木のちょいパイ」に出演[4]。
- 2018年。「Yahoo!ライフマガジン」で連載開始。同年12月、株式会社ブラインドファスト設立。ニュースメディア「上京ライフ」を立ち上げるほか、BtoBのライティング事業なども行う[5]。
- 2019年。1月、渋谷のラジオ番組「渋谷の街のプロデューサーズ」にゲスト出演[6]。2月、TBSラジオ番組「有馬隼人とらじおと山瀬まみと」にゲスト出演[7]。9月、Podcastで音声配信番組「ラジオAKASAKA」を東京都港区議会議員の横尾俊成と始める[8]。10月、赤坂にカレー店「赤坂カリガリ」を開業し、親交のあったかもめんたる槙尾ユウスケを店長に起用する[9]。男性ファッション・ライフスタイル雑誌「OCEANS」のWEB版で執筆を開始[10]。11月8日号の経済雑誌「プレジデント」で活動内容が紹介される（Web版は29日に公開）[11]。
- 2020年。2月、赤坂にバー「上京酒場 AKASAKA 滝の音」を開業[12]。4月、WEBメディア「六本木経済新聞」の編集長に就任する。6月、「マイナビニュース」で執筆を開始[13]。10月、TBS番組「教えてもらう前と後」に出演[14]。
- 2021年。1月、TBS番組「教えてもらう前と後」に出演[15]。Radiotalkで音声配信を開始する[16]。
- 2022年。6月、タイタン所属のお笑い芸人須藤ジムのYouTube番組「すどうのかめら【須藤ジム】」に出演[17]。9月、WEB＆動画メディア「Re-rise News」でインタビュー内容が紹介される[18]。

## 人物
- 小学校から高校まで野球をしていた。
- 地元が神奈川県ということもあり横浜DeNAベイスターズを応援している。
- 好きなプロ野球選手は、元横浜DeNAベイスターズの石井琢朗。
- 俳優の船越英一郎は中学校の先輩にあたる。
- お笑いコンビアイデンティティの田島とは、高校の同級生である。
- 趣味は音楽鑑賞とギター。好きなアーティストはMr.Children、奥田民生、倉木麻衣、GAKU-MC。特にMr.Childrenについては「ミスチル研究家」と自称するほど詳しい。
- 好きな映画は、東野圭吾の推理小説が原作の『真夏の方程式』。
- 会員制メルマガ内のラジオ「エレキコミックのエレマガ。」および「週刊かもめんたるワールド」収録スタッフとして関わっているため、お笑いコンビのエレキコミックとかもめんたるとは親交がある。
- ライター仲間として親交が深い人物に、シンガーソングライターの鼻毛の森や、秋吉健太、やきそばかおるがいる。
- 2023年1月に妻と離婚している。

## 株式会社ブラインドファスト代表取締役社長
- 企業や自治体のホームページの更新代行を行うなど、広告代理業に近い事業を行っている。
- 自社メディア「上京ライフ」の運営を行っている。

## ライター活動
- 赤坂経済新聞ライターとして、東京・赤坂にある飲食店を中心に、年間100以上もの取材を行っている（「赤坂に詳しい人」と自称している）。
- Yahoo!ライフマガジンでは、メガ盛りメニューを何故か真顔で挑戦し続けている。
- 音楽ライターとして、ライブレポートや様々なミュージシャンにインタビューをしている。
- 映画ライターとして、映画レビューのほか、監督や俳優などへのインタビューも行っている[19]。

## インタビュアーとしての活動
政治家から、実業家、映画監督、俳優、アナウンサー、ミュージシャン、スポーツ選手、タレント、アイドルまで、割と幅広くインタビューを行っている。
- 政治家…舛添要一[20]
- 実業家…マック赤坂[21]、元谷芙美子[22]
- 編集者、漫画家…嶋浩一郎[23]、押見修造[24]
- 俳優…井之脇海[25]
- スポーツ選手…桑田真澄（元プロ野球選手）[26]
- 歌手・ミュージシャン…美川憲一[27]、貴水博之（accessボーカリスト）[28]、GAKU-MC（ラッパー）[29]

## 飲食店オーナー
- 2019年10月、赤坂にカレー店「赤坂カリガリ」を開業し、親交のあったかもめんたる槙尾ユウスケを店長に起用する[9]（2020年4月に閉店）。
- 2020年2月、赤坂にバー「上京酒場 AKASAKA 滝の音」を開業する[12]。